# Casa de Moneda de Lima
La Casa de Moneda de Lima, denominada hoy en día Casa Nacional de Moneda es la ceca oficial de Perú, encargada de ejecutar las acuñaciones oficiales del Estado Peruano, y cuyo origen se remonta al año 1565.

## Antecedentes
Después que Francisco Pizarro fundase la ciudad de Lima el 18 de enero de 1535, existió el problema de ejecutar transacciones comerciales de toda clase entre los conquistadores españoles y la instauración de una economía basada en la circulación de moneda, habida cuenta del enorme volumen de los tesoros de plata y oro conseguidos tras la caída del Imperio inca.
Para las transacciones comerciales y el pago de tributos se empleaban entonces simples barras de plata y oro sin ensayar, en contravención de las normas españolas sobre acuñación monetaria, siendo que este sistema empezó a causar perjuicios debido a la escasez de moneda española acuñada. Por ello los funcionarios coloniales empezaron a solicitar el establecimiento de una ceca en Lima, sede del Virreinato del Perú que en esos años abarcaba casi la totalidad de las posesiones españolas en América del Sur. En 1551, Pedro de la Gasca dirigió un memorial al Rey de España pidiendo constituir una ceca en Lima, pero no halló respuesta alguna; idéntico resultado tuvo la petición del virrey Andrés Hurtado de Mendoza en 1556.
Debido a la gran producción y afluencia de plata de América hacia España, la corona comprendió la importancia de acuñar monedas en las colonias para que éstas no dependan de las acuñaciones de la metrópoli. En abril de 1561, el entonces virrey del Perú, Diego López de Zúñiga, conde de Nieva, remitió una comunicación al rey Felipe II, solicitando autorización para establecer una casa de moneda, indicando las razones que justificaban su pedido, la cual obtuvo respuesta favorable cuando el 21 de agosto de 1565, Felipe II aprueba la creación de la Casa de Moneda de Lima mediante Real Cédula emitida en Segovia.

## Historia
Tras la aprobación del monarca, el gobernador Lope García de Castro se encargó desde 1566 de poner en funcionamiento la ceca limeña, aunque con varias dificultades. Los trabajos de acuñación se iniciaron recién en 1568, utilizándose por entonces un local en las Cajas Reales, ubicado en una esquina de lo que hoy en día es el Palacio de Gobierno del Perú, frente a la actual estación de tren de Desamparados. La creación de la "Casa de Moneda" de Lima buscaba ordenar la caótica y variada emisión de moneda de diversos pesos y leyes, que amenazaban seriamente la estabilidad política y económica del recién establecido virreinato.
Los problemas para continuar con la acuñación en Lima y la abundancia de plata en la ciudad de Potosí (actual Bolivia) causaron que la ceca limeña fuese cerrada en 1572 y sustituida por la Ceca de Potosí. La ceca limeña fue reabierta en 1581 por el virrey Francisco de Toledo, pero las grandes dificultades para continuar la acuñación de monedas (falta de metales preciosos como insumo y los costos del mantener el establecimiento) causaron que dejase de labrar moneda desde 1592.
La escasez de suficiente circulante causó que la ceca de Lima fuera brevemente reabierta en 1658 por el virrey Luis Enríquez de Guzmán, conde de Alva de Liste, pero sin tener la previa autorización de la metrópoli, por lo cual fue cerrada en 1660. La existencia de una ceca en Lima se hacía necesaria para dinamizar la economía del Virreinato del Perú, dañada tras descubrirse en 1648 un escándalo de fraudes en la Real Casa de Moneda de Potosí al detectarse que casi toda la producción de monedas de la ceca potosina tenía un contenido de plata mucho menor al ordenado por las leyes españolas. El «escándalo de Potosí» causó destituciones y castigos a funcionarios coloniales, y estimuló el reclamo del virrey del Perú para contar con ceca propia en Lima. Ante esta situación el rey Carlos II, mediante Real Cédula del 6 de enero de 1683, autorizó que se reabriera la ceca de Lima empezando la acuñación poco después.
Inicialmente fue necesario realizar una serie de obras, como elevar el cauce del río Rímac para utilizar las aguas del río Huatica como fuente de energía para el proceso de fabricación de monedas. Hasta entonces, las monedas habían sido labradas y hechas a golpe de martillo y yunque. Esas piezas, llamadas macuquinas, aparecen con un borde irregular y su forma no es perfectamente circular. A causa del terremoto de 1746, el local de la ceca es destruido, pero se reconstruye entre 1748 y 1760.
A partir de 1655, y gracias a la implementación de un molino y tres volantes, se acuñaron las primeras monedas de oro de cordoncillo, cuyas denominaciones fueron de ocho, cuatro, dos y un escudo. A estas monedas se les conoce como peluconas pues llevan en el anverso, el perfil del monarca español Fernando VI, luciendo una larga peluca, como se estilaba entonces. Se acuñaron también en esa época los llamados columnarios, que eran monedas de cordoncillo que en el reverso incluían el diseño de dos hemisferios superpuestos en representación del Viejo y el Nuevo Mundo, iban flanqueados por dos Columnas de Hércules.
Al declararse la Independencia del Perú en 1821, el virrey José de La Serna huyó de Lima llevándose parte de la maquinaria de la Casa de Moneda. El Libertador José de San Martín incorpora la ceca al gobierno independiente nombrando como primer Director General al italiano don José de Boqui y Giboli, un agente y espía al servicio de la causa patriota. Las guerras de independencia causan serios daños a la Casa de Moneda en dos ocasiones cuando en 1823 y 1824 las tropas realistas llegadas de los Andes retoman Lima y despojan a la ceca de sus herramientas transportables. Recién en 1825 la ceca limeña pudo reanudar sus actividades normales de acuñación.
En 1830 se expide el primer Reglamento de la Casa Nacional de Moneda modificando el nombre de la antigua Casa de moneda de la época colonial, estableciéndose que su alta dirección correspondiera al Ministerio de Hacienda. En 1857 la administración del presidente Ramón Castilla moderniza la ceca (que aún operaba con muchas herramientas heredadas de la época virreinal) al punto que la Casa Nacional de Moneda quedaba en condiciones de acuñar mil monedas de plata por día, posteriormente en 1870 el presidente José Balta importó más maquinaria nueva procedente de Gran Bretaña. En 1922, al crearse el Banco de Reserva, parte de las monedas emitidas por este son producidas en la Casa Nacional de Moneda.
Por Decreto Supremo del 22 de septiembre de 1942, el Banco Central de Reserva del Perú queda autorizado para invertir en la adquisición de maquinaria para la Casa Nacional de Moneda y el 5 de junio de 1943 se le encarga al Banco Central de Reserva la administración de la propia Casa. Poco después, el 31 de diciembre de 1943, la "Casa Nacional de Moneda" pasa a funcionar oficialmente bajo supervisión del Banco Central de Reserva, entregándole sus bienes el Ministerio de Hacienda.

## En la actualidad
Conforme al Decreto Ley 21945 del 10 de abril de 1977, la Casa Nacional de Moneda pasa a constituir dependencia del Banco Central de Reserva del Perú, al que se transfiere los correspondientes bienes. Actualmente es una subgerencia de la Gerencia de Administración de Circulante, siendo que hasta la fecha la Casa de Moneda de Lima continúa su producción de monedas y medallas.